# Syagrus teixeiriana
Syagrus teixeiriana är en enhjärtbladig växtart som beskrevs av Sidney Frederick Glassman. Syagrus teixeiriana ingår i släktet Syagrus och familjen Arecaceae. Inga underarter finns listade i Catalogue of Life.